# Inverness, Alabama
Inverness är en ort i Bullock County i Alabama i USA.